# ديما أورشو
ديما أورشو مطربة أوبراليّة ومغنية وعازفة ومؤلفة وموزعة موسيقية سورية، ولدت ديما عام 1975 في مدينة دمشق وتخرجت من المعهد العالي للموسيقى عام 1998 باختصاص الغناء والكلارنيت كآلة ثانية، ثم حصلت على البكالوريوس في الأداء الأوبرالي من كونسرفتوار بوسطن، انضمت ديما عام 2004 لفرقة حوار، كما عملت مع عازف البيانو غزوان الزركلي في مشروعه الموسيقى الوطنية السورية.

## الألبومات
صدر للفنانة ديما أورشو مع فرقة حوار ألبومين الأول حوار 2005 عام 2005 والثاني تسعة أيام من العزلة عام 2007، عملت مع غزوان الزركلي في مشروعه الموسيقى الوطنية السورية وشاركت بغناء منفرد في ألبوم قصائد مُغنّاة عام 2008.
وتعتبر شارة مسلسل بقعة ضوء من أشهر أعمالها كمغنية

### حوار 2005
| 1. رحيل (11:50) 2. مساء (10:56) 3. مشروع (06:16) 4. ثرثرة (03:04) 5. رقصة (09:19) 6. صلاة (06:14) 7. طقوس (11:27) 8. حبر (05:08) |

### تسعة أيام من العزلة
| 1. عرس (5:24) 2. زار (4:50) 3. بعد 4 أيام (8:45) 4. أرابيسك (8:07) 5. مطارات (7:48) 6. حب على شارع 139 في دي (6:33) 7. مونتيروزا (3:47) 8. نيانانا (6:16) 9. فيفا ال تشيتشينيا (7:33) 10. حقيقة في مرآة (6:54) |

### قصائد مغناة
| 1. عصافير (4:32) 2. تانغو (2:48) 3. أنا من هون (3:34) 4. أحكي للعالم (4:08) 5. عيونك (3:36) 6. سالسا (3:10) 7. عصفورة النيربين (4:44) 8. سراب (3:58) 9. فالس (3:04) 10. ما احتيالي يارفاقي (3:58) |

## روابط خارجية
- ديما أورشو على موقع IMDb (الإنجليزية)
- ديما أورشو على موقع ميوزك برينز (الإنجليزية)
- ديما أورشو على موقع أول ميوزيك (الإنجليزية)
- ديما أورشو على موقع ديسكوغز (الإنجليزية)